# Сент Идесбалд (бира)
„Сент Идесбалд“ (на нидерландски: Sint-Idesbald) е марка белгийска абатска бира, произведена и бутилирана в пивоварната „Brouwerij Huyghe“ в Меле, окръг Гент, провинция Източна Фландрия, Северна Белгия. „Сент Идесбалд“ e една от белгийските марки бира, които имат правото да носят логото „Призната белгийска абатска бира“ (Erkend Belgisch Abdijbier), обозначаващо спазването на стандартите на „Съюза на белгийските пивовари“ (Unie van de Belgische Brouwers).

## История
Бирата „Сент Идесбалд“ се вари от 1994 г., първоначално от пивоварната „Brouwerij Damy“ в Олсене, която през февруари същата година става собственост на „Brouwerij Huyghe“. Пълното име на бирата е „Sint-Idesbald Réserve Ten Duinen“.
Името си бирата получава по името на фламандския светец Идесбалд (1090 – 18 април 1167), третият абат на абатство Тен Дайнен в Коксейде. Абатството е основано през 1107 г. По време на Френската революция през 1796 г. е конфискувано, а монасите са прогонени. Част от манастирските сгради са запазени и в една от тях е открит абатски музей.

## Марки бира
Търговският асортимент на пивоварната, включва четири бири с марката „Синт Идесбалд“:
- Sint-Idesbald Blond – силна светла бира със светлозлатист цвят и с алкохолно съдържание 6,5 %.
- Sint-Idesbald Dubbel – силна тъмна бира с тъмнокафяв цвят и с алкохолно съдържание 8 %. Получава златен медал на World Beer Cup, 2000 г.
- Sint-Idesbald Tripel – силна светла бира със светлозлатист цвят и с алкохолно съдържание 9 %.
- Sint-Idesbald Rousse – силна червено-кехлибарен бира с алкохолно съдържание 7 %.

- Sint-Idesbald Blond
- Sint-Idesbald Dubbel
- Sint-Idesbald Tripel